# 瓦西里·瓦宁
瓦西里·瓦西里耶维奇·瓦宁（俄语：Васи́лий Васи́льевич Ва́нин，1898年1月13日—1951年5月12日），苏联演员、导演。
出生在俄罗斯的坦波夫。1920年开始登上舞台。他在《列宁在十月》和《列宁在1918》中扮演“马特维也夫”（Матвеев）这一角色而为人所知。1941年，在电影《瓦列里·契卡洛夫》中扮演“帕沙”。
他曾先后三次获得斯大林奖，并于1949年获得苏联人民艺术家称号。